# 中山纪念图书馆
中山纪念图书馆，又称中山市图书馆、中山图书馆，是一所位于中华人民共和国广东省中山市的市级公共图书馆，为纪念孙中山而于1935年成立。隶属于中山市文化广电新闻出版局，是文化和旅游部公布的国家一级图书馆。馆舍坐落在中山市东区兴中道，于2019年启用，建筑面积57660平方米。馆舍的标志上有中华人民共和国名誉主席、孙中山夫人宋庆龄的题字。因为中山市的行政区划比较特殊（作为地级市下不设县级行政区，为罕见的直筒子地级市），故中山纪念图书馆是中山市唯一一所具规模的综合性公共图书馆。

## 历史

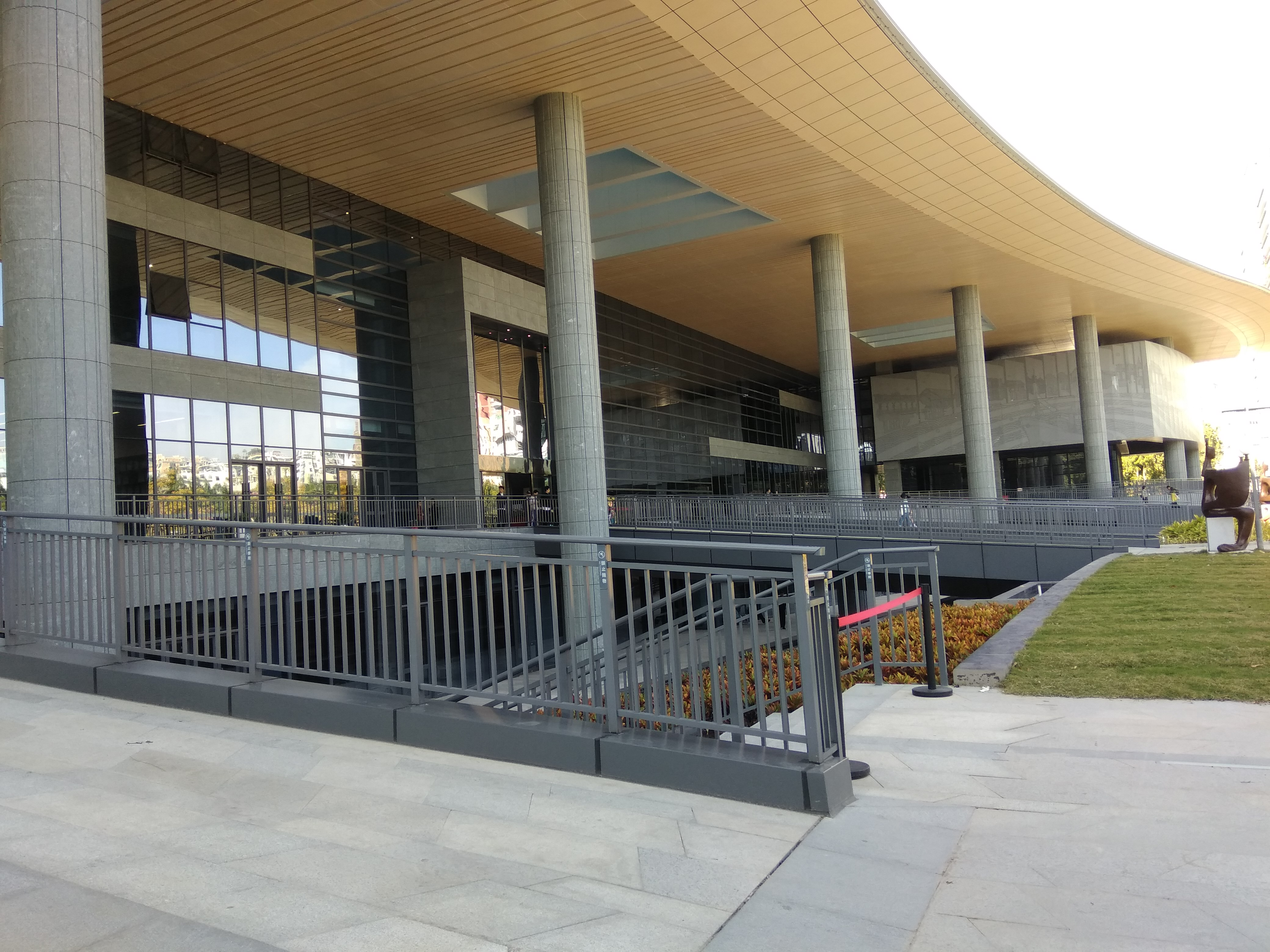
中山纪念图书馆正门一角

清朝光绪十四年（1888年），“寿香楼”在丰山书院成立，当时这是一个只供文人进出的地方。民国八年（1919年），香山县通俗图书馆在铁城的关帝庙成立，但先后因阴暗潮湿、地方狭窄的原因多次搬迁，图书散失。当时的人们认为：作为孙中山的故乡，香山应该有一所像模像样、具规模的图书馆。:91
中山纪念图书馆的历史可追溯到1935年。1925年3月12日，孙中山在北京逝世，享年59岁。之后为了纪念孙中山，香山县改名为中山县。当时政府倡议创建图书馆纪念孙中山，并筹集捐款，同时成立了设计委员会。1935年11月1日馆舍兴建，次年12月，馆舍一、二两层在西山上落成（这是当时当地最宏伟的建筑），开放使用，时名中山纪念图书馆:92，馆舍面积800平方米。并入通俗图书馆图书之后，县里各界捐钱协助运营，购置设备和图书2万余册。1937年2月1日，中山纪念图书馆正式揭幕，时任县长杨子毅主持了揭幕仪式:92；2月10日正式开放。当时计划于翌年兴建第三层，但第二次中日战争中，图书馆遭破坏，续建三楼的计划自然也被搁置。中国抗战胜利后，1947年7月11日:93，该馆重新开放。在县内各界人士捐款赞助之下，馆舍第三层终于在1947年10月竣工，馆名改为中山图书馆，全馆面积达1179平方米。
解放军进驻后，中华人民共和国政府于1950年2月接管了中山图书馆，短暂更名为石岐人民图书馆。1954年，该馆开始在中山各地设立流通图书馆，到20世纪60年代已有近两百个。1955年8月，名称改为石岐中山图书馆。20世纪60年代，又改名为中山图书馆:93。文化大革命期间，图书馆又一次遭到破坏。文革结束后，人们的思想获得解放，图书馆使用者增加，馆舍不能满足人民的文化需要。于是，政府拨款在原馆舍后新建了一座两层的少儿图书室（面积168平方米）:93-94。1981年2月1日，在中华人民共和国名誉主席、孙中山夫人宋庆龄的提议之下，馆名复为中山纪念图书馆。同时，宋庆龄还带病为该馆题写了馆名。之后，中山市政府决定投资建设一座现代化图书馆馆舍。在泰国泰华报人公益基金会主席陈世贤夫妇的赞助（捐款数百万港元），以及中山市政府的出资之下，1988年7月，位于东区兴中道（又称兴中路）的图书馆新馆开工。1991年，新馆舍竣工投用，呈“日”字型，馆内设置园林，环境安静，而原馆舍改为少年儿童阅览中心（现为中山市佛教协会的办公地点）。1994年，被文化部评为国家三级图书馆。同年，中山市少年儿童图书馆成立，隶属于中山纪念图书馆，这是广东省第二家独立建制的少儿图书馆。1997年10月，馆舍三楼建起了综合艺术厅和方成展览厅。1999年，被评为国家二级图书馆。
2001年，中山市少年儿童图书馆撤销，并入中山纪念图书馆，其馆舍另作他用。2005年，升级为国家一级图书馆，并保持至今。2009年，成为“中国图书馆学会青少年阅读推广委员会”主任馆，并以此为契机打造了一批青少年阅读推广相关的活动。在新馆建设被列入中山市“十二五”规划重点建设项目后，2012年10月，原馆舍进行改造建设，图书馆临时搬迁至东区华凯分馆。2014年，中山纪念图书馆新馆馆舍奠基。2019年11月4日，一座以中山陵祭堂中孙中山雕像为原型，由法国Susse艺术工坊铸造的铜像在新馆前完成安装。11月12日，中山纪念图书馆新馆开馆，启动试运行。

## 馆舍

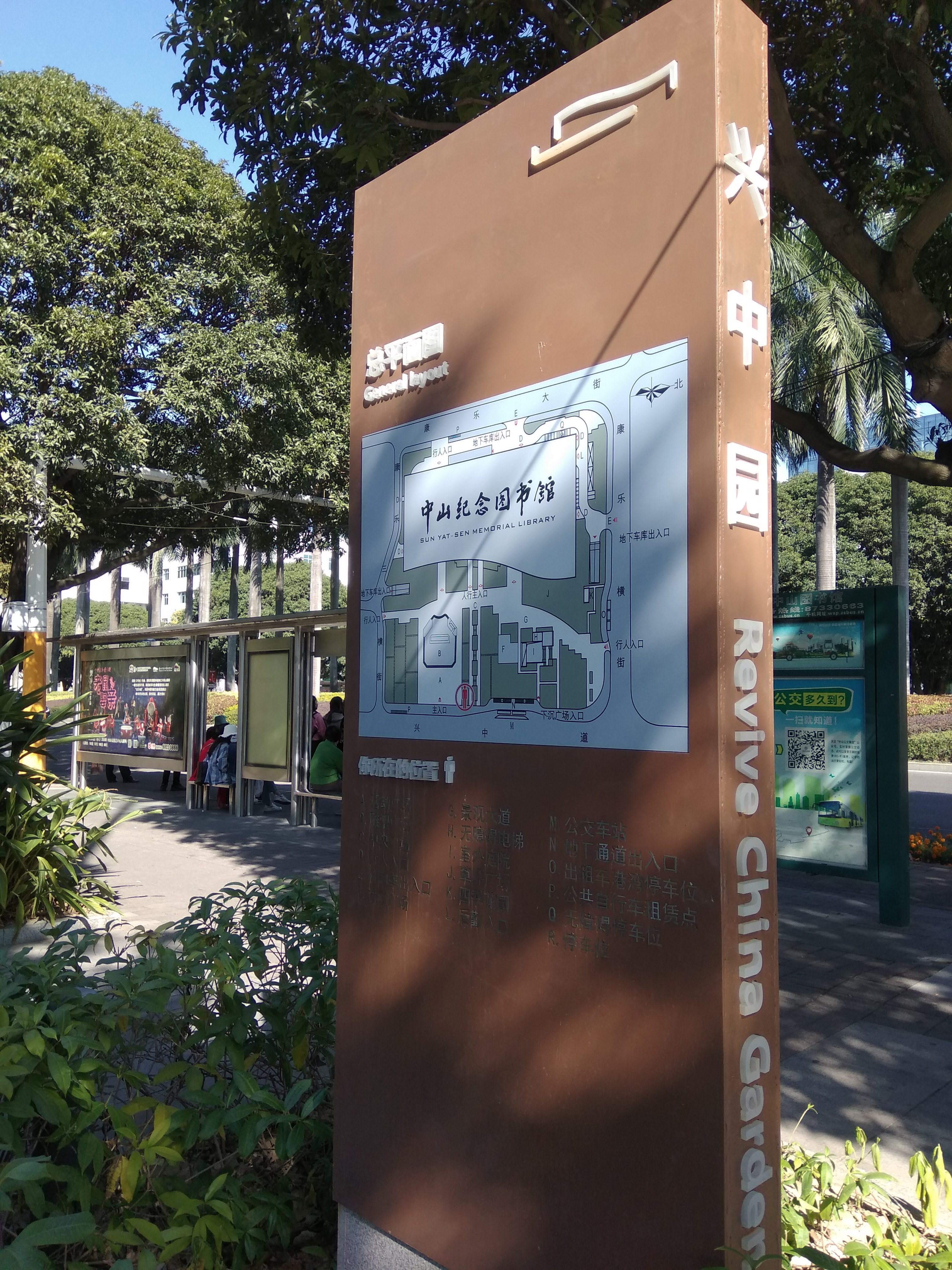
馆舍平面图

中山纪念图书馆馆舍位于中山市东区兴中道上，中山市人民政府西面。建筑面积为57660平方米，高41.2米，地下两层、地上七层。设计藏书容量为320万册，由株式会社日本设计、华东建筑设计研究院有限公司联合设计，设计时遵循“人文、科技、绿色、便民”的理念。馆内主要划分为信息资源交互平台、阅读空间共享平台两大平台，设有“三中心”、“四书房”、“五大厅”、“六大区”、“七大室”、“八主题馆”：
| 两平台   | 信息资源交互平台 | 信息资源交互平台       | 信息资源交互平台       | 信息资源交互平台 | 阅读空间共享平台 | 阅读空间共享平台 | 阅读空间共享平台 | 阅读空间共享平台 |
| 三中心   | 文献资源中心     | 文献资源中心           | 知识媒体中心           | 知识媒体中心     | 知识媒体中心     | 全民阅读推广中心 | 全民阅读推广中心 | 全民阅读推广中心 |
| 四书房   | 市民大书房       | 中山书房（自助图书馆） | 中山书房（自助图书馆） | 孙中山书房       | 孙中山书房       | 经典书房         | 经典书房         | 经典书房         |
| 五大厅   | 城市会客厅       | 综艺厅                 | 报告厅                 | 休闲交流厅       | 休闲交流厅       | 方成厅           | 方成厅           | 方成厅           |
| 六大区   | 自助服务区       | 户外休闲阅读区         | 文献借阅区             | 阅读体验区       | 阅读体验区       | 后勤设备区       | 报刊阅览区       | 报刊阅览区       |
| 七大室   | 视障阅览室       | 数字阅读体验室         | 录音室                 | 创意室           | HIFI室           | 培训室           | 多媒体阅览室     | 多媒体阅览室     |
| 八主题馆 | 音乐图书馆       | 生活专题文献馆         | 原典馆                 | 翰墨馆           | 童书馆           | 童趣馆           | 政协文史资料馆   | 古籍馆           |

馆内设有2000个阅览座位。空间比较开阔，部分区域有落地玻璃墙。此外，馆内的热回收、太阳能热水、屋顶绿化、雨水回收、蓄水草皮等设施，则使得该馆更加绿色节能。馆内的大空间场所采用了全空气空调系统，其他区域有多种送风方式相结合。馆内采用了多种多样的幕墙。
馆内中庭的大型壁画《香山星座》绘有26位中山的名人，总面积达187平方米，是国内最大的室内马赛克壁画。馆内四楼孙中山雕像是仿制中山陵孙中山大理石坐像（由法国雕塑家保羅·蘭多斯基创作）的，2016年孙中山诞辰150周年时，蘭多斯基后人决定授权法国Susse艺术工坊铸造孙中山铜像，最终由中山收藏家黄定中购回。此外馆内还有一尊孙中山雕像，有室外大型壁画《中山寻踪》、《和风拂林》系列彩色玻璃、《未来之门》系列壁画等美术作品，它们均由中央美术学院唐晖教授、韩晓冬博士及其团队创作。

## 馆务

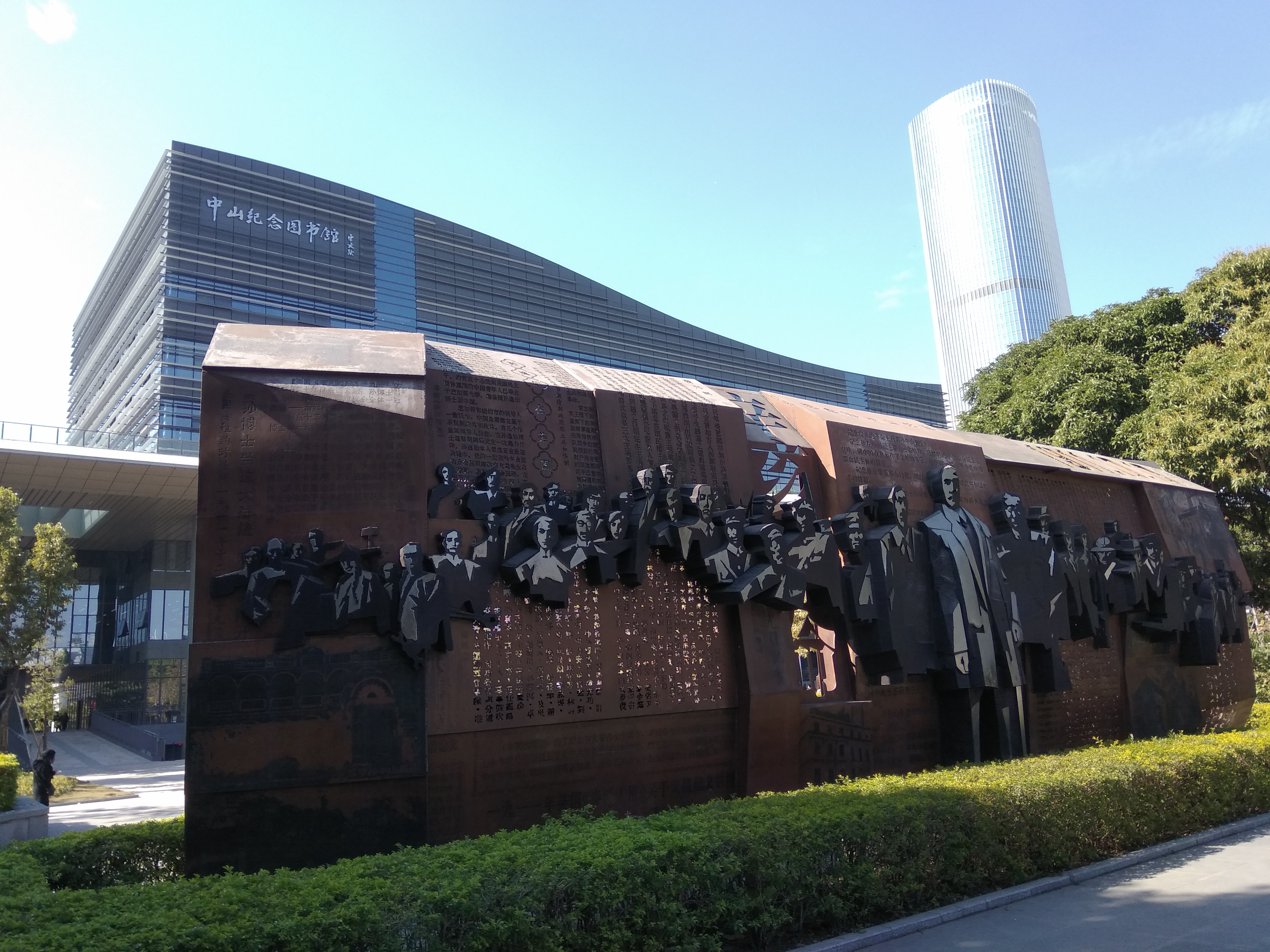
中山纪念图书馆馆舍外侧

### 馆务概况
中山纪念图书馆隶属中山市文化广电新闻出版局，以“读者第一、服务至上”为宗旨，以“创新务实，高效管理，优质服务，读者满意”为办馆方针。馆内下设信息技术部、办公室、采编部、借阅部、辅导教育部这五个部门。中山纪念图书馆纸质文献总量约300万册件，除了普通书籍以外，孙中山遗著及演讲录音，以及中山市的地方文献，都是该馆的重点收藏对象。

### 馆内活动
馆内举办了包括“童心故事会”、“妈妈故事会”、“香山人·行世界”、“绿色暑假”、“全民读书月”、“晒书会”、“图书漂流”、“十佳书香家庭评选”在内的各种活动。另外还定期举办“香山讲坛”，这是中山市的品牌文化活动之一。

### 信息科技服务
早在1995年，中山纪念图书馆的采编和流通部门就实现了计算机自动化管理，2000年还更换了管理系统，报纸和期刊也加入了计算机管理的行列。1997年，馆内开设了多媒体阅览室。1998年，图书馆建立了官方网站。2016年以来，中山纪念图书馆还打造了一个“全媒体数字化服务平台”，提供全媒体在线服务，旗下包括数字化发布、整合服务、宣传推广、业务支撑四大平台。
2019年启用的新馆在一楼大厅中设有“瀑布流”，电子屏幕上有图书封面图片如瀑布一样落下，点击封面即可显示该书简介和含有有声书籍的二维码。而在馆内二楼的“悦听空间”中，天花板上悬挂有可调整长度的耳机，按播放键即可聆听有声书籍。大厅里设有自主办证机器和自助借还机，后者还支持人脸识别。馆内于负一层设置的图书自动分拣系统则减轻了工作人员的负担。

### 分馆概况
中山纪念图书馆为中山市市级公共图书馆，以它为总馆，遍布全市24个镇区的24家镇区图书馆为分馆，26家街区自助图书馆和270个村居图书室为基层服务点，一套图书馆总分馆三级服务体系和通借通还服务模式构建起来。